# Mesothriscus tricolor
Mesothriscus tricolor är en skalbaggsart som beskrevs av Sharp 1903. Mesothriscus tricolor ingår i släktet Mesothriscus och familjen jordlöpare. Inga underarter finns listade i Catalogue of Life.